# けっぱれ!大ちゃん
『けっぱれ!大ちゃん』（けっぱれ だいちゃん）は、1979年10月30日から1980年3月18日までテレビ朝日系列局で放送されていたテレビドラマである。全17回。国際放映とテレビ朝日の共同製作。放送時間は毎週火曜 19:30 - 20:00 （日本標準時）。
柔道でモスクワオリンピックに出場することを目標に青森から上京した、「大ちゃん」こと北大之助の果てしない夢と努力を描いた作品。

## キャスト
- 北大之助：富岡圭一郎
- 海野与作：藤木悠
- 海野ハル：高田敏江
- 山中コーチ：槇健吾
- 大之助の叔父：田崎潤
- 村田雄浩

## サブタイトル
（参考：『朝日新聞 縮刷版』朝日新聞社、1979年10月30日 - 1980年3月18日）ラジオ・テレビ欄。）
| 回 | 放送日          | サブタイトル            |
| -- | --------------- | ----------------------- |
| 1  | 1979年 10月30日 | 金メダルとラーメン      |
| 2  | 11月6日         | 炸裂！阿蘇おろし        |
| 3  | 11月20日        | 憎いあいつとラブレター  |
| 4  | 11月27日        | 必殺技をあみだせ        |
| 5  | 12月4日         | マドンナの握り飯        |
| 6  | 12月18日        | キャンパスは赤信号      |
| 7  | 12月25日        | 裸の友情 さといも作戦   |
| 8  | 1980年 1月8日   | 桃子先生が小指をかんだ  |
| 9  | 1月22日         | その時…アダムとイブは!? |
| 10 | 1月29日         | さようなら！一ツ星高校  |
| 11 | 2月5日          | 女学生軍団の実力行使    |
| 12 | 2月12日         | ライバル競争曲          |
| 13 | 2月19日         | 父と子の逆転劇          |
| 14 | 2月26日         | 鬼の目に、涙光る時      |
| 15 | 3月4日          | 一本勝負に真実を見た    |
| 16 | 3月11日         | ふたりのチャンピオン    |
| 17 | 3月18日         | グッドバイ最強の友よ    |

- 1979年11月13日は『'79あなたが選ぶ全日本歌謡音楽祭 輝け!ゴールデングランプリ』（19:00 - 20:51）のため休止。
- 1979年12月11日は「アジア女子バレーボール」（日本×中国）のため休止。
- 1980年1月1日は『プロレスリング5大タイトルマッチ』（19:00 - 20:51）のため休止。
- 1980年1月15日『三波伸介のおめでとう成人式 ドラえもんも一緒だよ』（19:30 - 20:51）のため休止。

## スタッフ
- ナレーター：天田俊明
- 脚本：上原正三、藤川桂介 ほか
- 監督：湯浅憲明、上野英隆、枝川弘 ほか
- 音楽：菊池俊輔
- プロデューサー：小泉美明（テレビ朝日）、熊谷健
- 制作：国際放映、テレビ朝日

## 主題歌
- OP「青春の嵐」
- ED「ひとりぼっちの誓い」
  - （作詞：五輪たけし／作曲：菊池俊輔／編曲：筒井広志／歌：川津恒一）

## 放送局
特記の有るもの以外の放送時間は全て、火曜 19:30 - 20:00、同時ネット
- テレビ朝日（制作局）
- 北海道テレビ[1]
- 山形テレビ：水曜 17:30 - 18:00[2]
- 東日本放送[3]
- 静岡けんみんテレビ（現・静岡朝日テレビ）[4]
- 名古屋テレビ[5]
- 朝日放送[6]
- 広島ホームテレビ[7]
- 瀬戸内海放送[7]
- 九州朝日放送[8]
- 福島放送（1982年に放送）：日曜 - 土曜 6:30 - 7:00[9]

5年後にテレビ神奈川でも放送されている。